# Ptychogastria asteroides
Ptychogastria asteroides is een hydroïdpoliep uit de familie Ptychogastriidae. De poliep komt uit het geslacht Ptychogastria. Ptychogastria asteroides werd in 1879 voor het eerst wetenschappelijk beschreven door Haeckel. 